# Cristiano di Sassonia-Eisenberg
Cristiano di Sassonia-Eisenberg (Gotha, 6 gennaio 1653 – Eisenberg, 28 aprile 1707) fu duca di Sassonia-Eisenberg.

## Biografia
Egli fu l'ottavo ma il quinto dei figli sopravvissuti di Ernesto I di Sassonia-Coburgo-Altenburg e di Elisabetta Sofia di Sassonia-Altenburg.
Cristiano viaggiò molto durante la sua giovinezza e si interessò molto di storia e di arte. Alla morte del padre nel 1675, governò con i fratelli sul Ducato di Sassonia-Gotha. Egli elevò Eisenberg a sua residenza quando, nel 1677, vi costruì il Castello di Christiansburg. All'attuazione del trattato di divisione del ducato tra i suoi fratelli nel 1680, Cristiano ottenne Eisenberg e le città di Ronneburg, Roda e Camburg. Durante gli ultimi anni di vita si interessò anche di alchimia.
Morì con un considerevole numero di debiti (come i suoi fratelli Alberto di Sassonia-Coburgo ed Enrico di Sassonia-Römhild) senza eredi. Le sue terre vennero disputate tra i suoi fratelli rimanenti e poi tra i loro discendenti sino alla risoluzione della controversia con il trattato di "Coburg Eisenberg Roemhild", nel 1735.
A Merseburg, il 13 febbraio 1677, Cristiano sposò dapprima Cristiana di Sassonia-Merseburg, da cui ebbe una figlia. 
- Cristina (Eisenberg, 4 marzo 1679-Glücksburg, 24 maggio 1722), andata sposa nel 1699 al duca Filippo Ernesto di Schleswig-Holstein-Sonderburg-Glücksburg.

A Darmstadt, il 9 febbraio 1681, Cristiano sposò in seconde nozze Sofia Maria d'Assia-Darmstadt, da cui però non ebbe figli.

## Ascendenza
|                                        |                                         |                                        | Genitori                             |  |  | Nonni |  |  | Bisnonni                              |  |  | Trisnonni                       |  |
|                                        |                                         |                                        |                                      |  |  |       |  |  | Giovanni Guglielmo di Sassonia-Weimar |  |  | Giovanni Federico I di Sassonia |  |
|                                        |                                         |                                        |                                      |  |  |       |  |  | Giovanni Guglielmo di Sassonia-Weimar |  |  | Giovanni Federico I di Sassonia |  |
|                                        |                                         | Sibilla di Jülich-Kleve-Berg           |                                      |  |  |       |  |  | Giovanni Guglielmo di Sassonia-Weimar |  |  |                                 |  |
| Giovanni di Sassonia-Weimar            |                                         |                                        |                                      |  |  |       |  |  | Giovanni Guglielmo di Sassonia-Weimar |  |  |                                 |  |
|                                        |                                         | Dorotea Susanna di Wittelsbach-Simmern | Federico III del Palatinato          |  |  |       |  |  |                                       |  |  |                                 |  |
|                                        |                                         | Dorotea Susanna di Wittelsbach-Simmern | Federico III del Palatinato          |  |  |       |  |  |                                       |  |  |                                 |  |
|                                        |                                         | Dorotea Susanna di Wittelsbach-Simmern | Maria di Brandeburgo-Bayreuth        |  |  |       |  |  |                                       |  |  |                                 |  |
| Ernesto I di Sassonia-Gotha-Altenburg  |                                         | Dorotea Susanna di Wittelsbach-Simmern |                                      |  |  |       |  |  |                                       |  |  |                                 |  |
|                                        |                                         | Gioacchino Ernesto di Anhalt           | Giovanni V di Anhalt-Zerbst          |  |  |       |  |  |                                       |  |  |                                 |  |
|                                        |                                         | Gioacchino Ernesto di Anhalt           | Giovanni V di Anhalt-Zerbst          |  |  |       |  |  |                                       |  |  |                                 |  |
|                                        |                                         | Gioacchino Ernesto di Anhalt           | Margherita di Brandeburgo            |  |  |       |  |  |                                       |  |  |                                 |  |
| Dorotea Maria di Anhalt                |                                         | Gioacchino Ernesto di Anhalt           |                                      |  |  |       |  |  |                                       |  |  |                                 |  |
|                                        |                                         | Eleonora di Württemberg                | Cristoforo di Württemberg            |  |  |       |  |  |                                       |  |  |                                 |  |
|                                        |                                         | Eleonora di Württemberg                | Cristoforo di Württemberg            |  |  |       |  |  |                                       |  |  |                                 |  |
|                                        |                                         | Eleonora di Württemberg                | Anna Maria di Brandeburgo-Ansbach    |  |  |       |  |  |                                       |  |  |                                 |  |
| Cristiano di Sassonia-Eisenberg        |                                         | Eleonora di Württemberg                |                                      |  |  |       |  |  |                                       |  |  |                                 |  |
|                                        | Federico Guglielmo I di Sassonia-Weimar | Giovanni Guglielmo di Sassonia-Weimar  |                                      |  |  |       |  |  |                                       |  |  |                                 |  |
|                                        | Federico Guglielmo I di Sassonia-Weimar | Giovanni Guglielmo di Sassonia-Weimar  |                                      |  |  |       |  |  |                                       |  |  |                                 |  |
|                                        | Federico Guglielmo I di Sassonia-Weimar | Dorotea Susanna di Wittelsbach-Simmern |                                      |  |  |       |  |  |                                       |  |  |                                 |  |
| Giovanni Filippo di Sassonia-Altenburg | Federico Guglielmo I di Sassonia-Weimar |                                        |                                      |  |  |       |  |  |                                       |  |  |                                 |  |
|                                        |                                         | Anna Maria del Palatinato-Neuburg      | Filippo Luigi del Palatinato-Neuburg |  |  |       |  |  |                                       |  |  |                                 |  |
|                                        |                                         | Anna Maria del Palatinato-Neuburg      | Filippo Luigi del Palatinato-Neuburg |  |  |       |  |  |                                       |  |  |                                 |  |
|                                        |                                         | Anna Maria del Palatinato-Neuburg      | Anna di Jülich-Kleve-Berg            |  |  |       |  |  |                                       |  |  |                                 |  |
| Elisabetta Sofia di Sassonia-Altenburg |                                         | Anna Maria del Palatinato-Neuburg      |                                      |  |  |       |  |  |                                       |  |  |                                 |  |
|                                        |                                         | Enrico Giulio di Brunswick-Lüneburg    | Giulio di Brunswick-Lüneburg         |  |  |       |  |  |                                       |  |  |                                 |  |
|                                        |                                         | Enrico Giulio di Brunswick-Lüneburg    | Giulio di Brunswick-Lüneburg         |  |  |       |  |  |                                       |  |  |                                 |  |
|                                        |                                         | Enrico Giulio di Brunswick-Lüneburg    | Edvige di Brandeburgo                |  |  |       |  |  |                                       |  |  |                                 |  |
| Elisabetta di Brunswick-Wolfenbüttel   |                                         | Enrico Giulio di Brunswick-Lüneburg    |                                      |  |  |       |  |  |                                       |  |  |                                 |  |
|                                        |                                         | Elisabetta di Danimarca                | Federico II di Danimarca             |  |  |       |  |  |                                       |  |  |                                 |  |
|                                        |                                         | Elisabetta di Danimarca                | Federico II di Danimarca             |  |  |       |  |  |                                       |  |  |                                 |  |
|                                        |                                         | Elisabetta di Danimarca                | Sofia di Meclemburgo-Güstrow         |  |  |       |  |  |                                       |  |  |                                 |  |
|                                        |                                         | Elisabetta di Danimarca                |                                      |  |  |       |  |  |                                       |  |  |                                 |  |